# 스즈키 무사시
스즈키 무사시(일본어: 鈴木 武蔵, 1994년 2월 11일 ~ )는 자메이카인 아버지와 일본인 어머니 사이에서 태어난 일본의 혼혈 축구 선수로 현재 J1리그의 요코하마 FC에서 공격수로 뛰고 있다.

## 구단 경력
그는 2012년부터 J리그의 알비렉스 니가타, 미토 홀리호크, 마쓰모토 야마가 FC, V-파렌 나가사키, 홋카이도 콘사돌레 삿포로, 감바 오사카, 요코하마 FC에서 뛰었다.

## 국가대표팀 경력
그는 2011년 FIFA U-17 월드컵에 참가할 일본 U-17 국가대표팀에 발탁되었으며, 4경기에 출전했다.
2013년 AFC U-22 축구 선수권 대회, 2014년 아시안 게임에 참가할 일본 국가대표팀에 발탁되었다. [[2016년 AFC U-23 축구 선수권 대회]에도 출전, 우승에 기여했다. 2016년 하계 올림픽에도 출전했다. 2경기에 출전, 1득점을 넣었다.
그는 2019년 3월 22일 콜롬비아과의 경기에서 일본 국가대표팀에 데뷔했다. 2019년 EAFF E-1 풋볼 챔피언십에도 출전, 준우승. 그는 2020년까지 국제 A매치 통산 9경기에 출전, 1득점을 넣었다.

## 통계
| 일본 | 일본 | 일본 |
| 연도 | 출전 | 득점 |
| ---- | ---- | ---- |
| 2019 | 7    | 1    |
| 2020 | 2    | 0    |
| 통산 | 9    | 1    |

## 수상

### 클럽
콘사돌레 삿포로
- J리그컵 : 준우승 (2019)

### 국가대표팀
일본 U-23
- AFC U-23 아시안컵 : 우승 (2016)